# Lista siturilor arheologice din județul Cluj - I
Lista siturilor arheologice din județul Cluj - I conține toate siturile arheologice din județul Cluj înscrise în Repertoriul Arheologic Național (RAN) și aflate în localități al căror nume începe cu litera I. RAN este administrat de Ministerul Culturii și Patrimoniului Național și cuprinde date științifice, cartografice, topografice, imagini și planuri, precum și orice alte informații privitoare la zonele cu potențial arheologic, studiate sau nu, încă existente sau dispărute.
Puteți căuta un sit din localitățile care încep cu litera I folosind formularul de mai jos sau puteți naviga prin toate siturile din județ la Lista siturilor arheologice din județul Cluj.
| Cod RAN                                  | Denumire | Localitate                                  | Adresă            | Datare                                  | Descoperit | Coordonate                                    | Imagine           | Erori            |
| ---------------------------------------- | --- | ------------------------------------------- | ----------------- | --------------------------------------- | ---------- | --------------------------------------------- | ----------------- | ---------------- |
| 58151.01.01                              | Situl arheologic de la Iclod - "Tabla Popii" / ansamblu anonim (Categorie: locuire) (Tip: Necropolă)                                   | sat Iclod, comuna Iclod                     | Tabla Popii       | sec.VI d.Hr.                            |            |                                               | Încărcați imagine | Raportați eroare |
| 58151.01.02                              | Situl arheologic de la Iclod - "Tabla Popii" / ansamblu anonim (Categorie: locuire) (Tip: așezare)                                     | sat Iclod, comuna Iclod                     | Tabla Popii       |                                         |            |                                               | Încărcați imagine | Raportați eroare |
| 58151.01.03                              | Situl arheologic de la Iclod - "Tabla Popii" / ansamblu anonim (Categorie: locuire) (Tip: așezare)                                     | sat Iclod, comuna Iclod                     | Tabla Popii       |                                         |            |                                               | Încărcați imagine | Raportați eroare |
| 56933.01.01 (Cod LMI: CJ-I-s-A-07074)    | Necropola de incinerație de la Iacobeni - "La vie" / ansamblu anonim (Categorie: descoperire funerară) (Tip: Necropolă de incinerație) | sat Iacobeni, comuna Ceanu Mare             | La vie            |                                         |            | 46°39′33″N 24°01′28″E / 46.65928°N 24.02437°E | Încărcați imagine | Raportați eroare |
| 56933.01.02 (Cod LMI: CJ-I-s-A-07074)    | Necropola de incinerație de la Iacobeni - "La vie" / ansamblu anonim (Categorie: descoperire funerară) (Tip: Așezare)                  | sat Iacobeni, comuna Ceanu Mare             | La vie            |                                         |            | 46°39′33″N 24°01′28″E / 46.65928°N 24.02437°E | Încărcați imagine | Raportați eroare |
| 56933.02.01 (Cod LMI: CJ-I-s-A-07075)    | Așezarea medievală de la Iacobeni - "Cuntenitul de Sus" / ansamblu anonim (Categorie: locuire civilă) (Tip: Așezare)                   | sat Iacobeni, comuna Ceanu Mare             | Cuntenitul de Sus | sec. XII - XIII d.Hr.                   |            | 46°39′31″N 24°02′31″E / 46.6586°N 24.04184°E  | Încărcați imagine | Raportați eroare |
| 58017.01.01 (Cod LMI: CJ-I-s-A-07076)    | Așezarea romană de la Iara - "Groapa lui Papa" / ansamblu anonim (Categorie: locuire civilă) (Tip: Așezare)                            | sat Iara, comuna Iara                       | Groapa lui Papa   |                                         |            | 46°33′52″N 23°30′11″E / 46.56448°N 23.50304°E | Încărcați imagine | Raportați eroare |
| 58017.02.01 (Cod LMI: CJ-I-s-B-07077)    | Așezarea preistorică de la Iara / ansamblu anonim (Categorie: locuire civilă) (Tip: Locuire)                                           | sat Iara, comuna Iara                       |                   |                                         |            |                                               | Încărcați imagine | Raportați eroare |
| 58151.04.01 (Cod LMI: CJ-I-s-B-07078)    | Așezarea medievală de la Iclod - "Semafor" / ansamblu anonim (Categorie: locuire civilă) (Tip: Așezare)                                | sat Iclod, comuna Iclod                     | Semafor           | sec. XII - XVI                          |            | 46°58′48″N 23°49′08″E / 46.97996°N 23.81894°E | Încărcați imagine | Raportați eroare |
| 58151.02.01 (Cod LMI: CJ-I-s-A-07079)    | Așezarea medievală de la Iclod - "Terenul III" / ansamblu anonim (Categorie: locuire civilă) (Tip: Locuire)                            | sat Iclod, comuna Iclod                     | Terenul III       |                                         |            | 46°58′21″N 23°48′32″E / 46.97246°N 23.809°E   | Încărcați imagine | Raportați eroare |
| 55543.01.01 (Cod LMI: CJ-I-s-B-07082)    | Așezarea neolitică de la Inucu / ansamblu anonim (Categorie: locuire civilă) (Tip: Așezare)                                            | sat Inucu, comuna Aghireșu                  |                   | Starčevo - Criș                         |            | 46°49′47″N 23°13′23″E / 46.82961°N 23.22318°E | Încărcați imagine | Raportați eroare |
| 55543.02.01 (Cod LMI: CJ-I-s-B-07083)    | Așezarea din epoca bronzului de la Inucu - "Nadic" / ansamblu anonim (Categorie: locuire civilă) (Tip: Așezare)                        | sat Inucu, comuna Aghireșu                  | Nadic             |                                         | 1957       |                                               | Încărcați imagine | Raportați eroare |
| 58213.01.01 (Cod LMI: CJ-I-s-B-07084)    | Așezarea Latene de la Izvoru Crișului - "La grajduri" / ansamblu anonim (Categorie: locuire civilă) (Tip: Locuire)                     | sat Izvoru Crișului, comuna Izvoru Crișului | La grajduri       | geto-dacică sec. I î.Hr. - sec. I d.Hr. |            | 46°50′23″N 23°06′48″E / 46.83981°N 23.11338°E | Încărcați imagine | Raportați eroare |
| 58213.02.01 (Cod LMI: CJ-I-s-B-07085)    | Așezarea romană de la Izvoru Crișului - "Ordomanioș" / ansamblu anonim (Categorie: locuire civilă) (Tip: Așezare)                      | sat Izvoru Crișului, comuna Izvoru Crișului | Ordomanioș        |                                         |            | 46°50′58″N 23°06′32″E / 46.84944°N 23.10876°E | Încărcați imagine | Raportați eroare |
| 58151.05.01 (Cod LMI: CJ-I-s-A-07081)    | Așezarea și necropola de la Iclod - "Pământul Vlădicii" / ansamblu anonim (Categorie: locuire) (Tip: Așezare fortificată)              | sat Iclod, comuna Iclod                     | Pământul Vlădicii | Iclod                                   | 1972       | 46°59′35″N 23°49′26″E / 46.99306°N 23.82389°E | Încărcați imagine | Raportați eroare |
| 58151.05.02 (Cod LMI: CJ-I-m-A-07081.02) | Așezarea și necropola de la Iclod - "Pământul Vlădicii" / ansamblu anonim (Categorie: locuire) (Tip: necropolă)                        | sat Iclod, comuna Iclod                     | Pământul Vlădicii | Iclod                                   | 1972       | 46°59′35″N 23°49′26″E / 46.99306°N 23.82389°E | Încărcați imagine | Raportați eroare |
| 58151.05.03 (Cod LMI: CJ-I-m-A-07081.01) | Așezarea și necropola de la Iclod - "Pământul Vlădicii" / ansamblu anonim (Categorie: locuire) (Tip: așezare)                          | sat Iclod, comuna Iclod                     | Pământul Vlădicii | sec. V-VI                               | 1972       | 46°59′35″N 23°49′26″E / 46.99306°N 23.82389°E | Încărcați imagine | Raportați eroare |
| 58151.03.01 (Cod LMI: CJ-I-s-B-07080)    | Situl arheologic de la Iclod - "Curtea Muzeului" / ansamblu anonim (Categorie: locuire) (Tip: Așezare fortificată)                     | sat Iclod, comuna Iclod                     |                   |                                         |            |                                               | Încărcați imagine | Raportați eroare |
| 58151.03.02 (Cod LMI: CJ-I-s-B-07080)    | Situl arheologic de la Iclod - "Curtea Muzeului" / ansamblu anonim (Categorie: locuire) (Tip: Necropolă)                               | sat Iclod, comuna Iclod                     |                   |                                         |            |                                               | Încărcați imagine | Raportați eroare |
| 58151.03.03 (Cod LMI: CJ-I-s-B-07080)    | Situl arheologic de la Iclod - "Curtea Muzeului" / ansamblu anonim (Categorie: locuire) (Tip: Așezare)                                 | sat Iclod, comuna Iclod                     |                   |                                         |            |                                               | Încărcați imagine | Raportați eroare |
| 58151.03.04 (Cod LMI: CJ-I-s-B-07080)    | Situl arheologic de la Iclod - "Curtea Muzeului" / ansamblu anonim (Categorie: locuire) (Tip: Așezare)                                 | sat Iclod, comuna Iclod                     |                   |                                         |            |                                               | Încărcați imagine | Raportați eroare |
| 58179.01.01                              | Așezarea neolitică de la Iclozel - "Fundătura" / ansamblu anonim (Categorie: locuire civilă) (Tip: Așezare)                            | sat Iclozel, comuna Iclod                   | Fundătura         | Iclod                                   |            | 46°58′14″N 23°50′08″E / 46.97056°N 23.83569°E | Încărcați imagine | Raportați eroare |
| 58151.06.01                              | Așezarea neo-eneolitică de la Iclod - "Doroaia" / ansamblu anonim (Categorie: locuire civilă) (Tip: Așezare)                           | sat Iclod, comuna Iclod                     | Doroaie           | Starčevo - Criș                         |            | 46°59′28″N 23°47′52″E / 46.99103°N 23.79767°E | Încărcați imagine | Raportați eroare |
| 58151.06.02                              | Așezarea neo-eneolitică de la Iclod - "Doroaia" / ansamblu anonim (Categorie: locuire civilă) (Tip: Așezare)                           | sat Iclod, comuna Iclod                     | Doroaie           | Tiszapolgár                             |            | 46°59′28″N 23°47′52″E / 46.99103°N 23.79767°E | Încărcați imagine | Raportați eroare |
| 58151.07.01                              | Așezarea neolitică de la Iclod - Unghiul Poștii / ansamblu anonim (Categorie: locuire civilă) (Tip: Așezare)                           | sat Iclod, comuna Iclod                     | Unghiul Poștii    | Iclod                                   |            | 46°59′57″N 23°50′00″E / 46.99916°N 23.83336°E | Încărcați imagine | Raportați eroare |
| 58151.09.01                              | Situl arheologic de la Iclod - Balastieră / ansamblu anonim (Categorie: locuire) (Tip: Așezare)                                        | sat Iclod, comuna Iclod                     | Balastieră        |                                         |            | 46°59′25″N 23°49′53″E / 46.99041°N 23.83144°E | Încărcați imagine | Raportați eroare |
| 58151.09.02                              | Situl arheologic de la Iclod - Balastieră / ansamblu anonim (Categorie: locuire) (Tip: bordei)                                         | sat Iclod, comuna Iclod                     | Balastieră        |                                         |            | 46°59′25″N 23°49′53″E / 46.99041°N 23.83144°E | Încărcați imagine | Raportați eroare |
| 58151.09.03                              | Situl arheologic de la Iclod - Balastieră / ansamblu anonim (Categorie: locuire) (Tip: Morminte)                                       | sat Iclod, comuna Iclod                     | Balastieră        | sec. V-VI                               |            | 46°59′25″N 23°49′53″E / 46.99041°N 23.83144°E | Încărcați imagine | Raportați eroare |
| 58151.09.04                              | Situl arheologic de la Iclod - Balastieră / ansamblu anonim (Categorie: locuire) (Tip: bordei)                                         | sat Iclod, comuna Iclod                     | Balastieră        | sec. VIII-IX                            |            | 46°59′25″N 23°49′53″E / 46.99041°N 23.83144°E | Încărcați imagine | Raportați eroare |
| 58151.10.01                              | Așezarea neolitică de la Iclod - Texas / ansamblu anonim (Categorie: locuire) (Tip: Așezare)                                           | sat Iclod, comuna Iclod                     | Texas             |                                         |            | 46°58′35″N 23°48′10″E / 46.97633°N 23.80286°E | Încărcați imagine | Raportați eroare |
| 58151.11.01                              | Situl arheologic de la Iclod - În Rît / ansamblu anonim (Categorie: locuire) (Tip: Așezare)                                            | sat Iclod, comuna Iclod                     | În Rît            |                                         |            | 46°59′13″N 23°48′38″E / 46.98708°N 23.8105°E  | Încărcați imagine | Raportați eroare |
| 58151.11.02                              | Situl arheologic de la Iclod - În Rît / ansamblu anonim (Categorie: locuire) (Tip: Așezare)                                            | sat Iclod, comuna Iclod                     | În Rît            |                                         |            | 46°59′13″N 23°48′38″E / 46.98708°N 23.8105°E  | Încărcați imagine | Raportați eroare |
| 58151.11.03                              | Situl arheologic de la Iclod - În Rît / ansamblu anonim (Categorie: locuire) (Tip: Așezare)                                            | sat Iclod, comuna Iclod                     | În Rît            | sec. VIII-IX                            |            | 46°59′13″N 23°48′38″E / 46.98708°N 23.8105°E  | Încărcați imagine | Raportați eroare |
| 57476.01.01                              | Așezarea hallstattină de la Igriția - Bobâlna / ansamblu anonim (Categorie: locuire) (Tip: așezare)                                    | sat Igriția, comuna Cornești                | Bobâlna           |                                         |            | 47°06′19″N 23°38′48″E / 47.10534°N 23.64665°E | Încărcați imagine | Raportați eroare |